# Bouzigues
Bouzigues település Franciaországban, Hérault megyében. Lakosainak száma 1613 fő (2022. január 1.). Bouzigues Balaruc-les-Bains, Balaruc-le-Vieux, Loupian, Poussan és Sète községekkel határos.

## Népesség
A település népességének változása:
| Lakosok száma | 830  | 945  | 907  | 1483 | 1736 | 1724 | 1655 | 1643 | 1633 | 1613 |
|               | 1968 | 1982 | 1990 | 2006 | 2013 | 2015 | 2017 | 2019 | 2020 | 2022 |